# 戀愛女王
《戀愛女王》（英語：Love Queen），是一部台灣愛情偶像劇，王鈞製作，明金成執導。楊謹華、洪小鈴、張天霖、卓文萱、陳德烈主演。本劇講述了三個從外型、個性、職業、夢想、價值觀到衣著品味都截然不同的三個女生，各自因為不同的理由相中同一個房子，又因為各自不同的原因互不相讓，最後莫名其妙成了室友，因而展開這一段糾纏不清、好笑有趣、又難分難捨的同居生活。2006年8月20日起於華視首播。

## 角色列表
- 楊謹華 飾 張景涵
- 洪小鈴 飾 梁嘉欣
- 張天霖 飾 左少棠
- 卓文萱 飾 巧樂
- 陳德烈 飾 李宇信
- 高以翔 飾 王正勳
- 橫內晶 飾 今井翔
- 林美秀 飾 巧樂母親
- 李沛旭 飾 賴國隆

## 電視劇歌曲
| 曲別   | 歌名           | 演唱者       | 作詞   | 作曲   |
| 片頭曲 | Super No.1     | 卓文萱       | 宋世堯 | 宋世堯 |
| 片尾曲 | 梁山伯與茱麗葉 | 卓文萱、曹格 | 曹格   | 曹格   |

插曲 對你的愛 卓文萱